# Ademar de Narbona
Ademar de Narbona era un noble franco, conde de Narbona, en el año 800, probablemente nombrado antes por Guillermo I de Tolosa (el Santo).
En el 808 todavía participaba en la expedición, junto con Bera de Barcelona, de los francos llevada a cabo contra Tortosa. Posiblemente rigió el condado desde antes del 790 y hasta el 809 (cuando el condado de Tolosa fue ampliado se hizo necesario designar más condes para algunos lugares). 
Es el primer conde carolingio de Narbona que se menciona.
- Datos: Q2917776